# Cornelis sjunger Victor Jara. Rätten till ett eget liv
Cornelis sjunger Victor Jara är ett album av Cornelis Vreeswijk, utgivet 1978.
Albumet innehåller översättningar/tolkningar av sånger av den chilenska vissångaren Victor Jara, som 1973 torterades och mördades av militärjuntan i Chile. "La Diuca" sjöngs dock på originalspråket, eftersom Vreeswijk, enligt egen utsago, inte klarade av att översätta den. "La Partida" är den enda låten på albumet som är instrumental. Albumet producerades av Anders Burman, arrangerades av Björn J:son Lindh och gavs ut av skivbolaget Metronome. Detta är enda gången som Vreeswijk återvänt till Metronome efter uppsägningen av kontraktet 1971.
Hela albumet (förutom "La Partida") finns inkluderat på samlingen Mäster Cees memoarer vol. 4 (1993) som spår 1-10.

## Innehåll
All musik är skriven av Victor Jara och alla svenska texter är skrivna av Cornelis Vreeswijk. Originaltitlar inom parentes.

### Sida A
1. Plogen (El arado) – 3:35
2. Jag minns dig Amanda (Te recuerdo Amanda) – 2:25
3. A Cuba – 4:20
4. Manifest (Manifesto) – 4:00
5. Rätten till ett eget liv (El derecho de vivir en paz) – 4:05

### Sida B
1. La Diuca – 2:58
2. Varken det ena eller andra (Ni chicha ni limoná) – 3:23
3. Angelita Hueneman – 4:08
4. Fimpen (El cigarrito) – 2:16
5. Folkets vind (Vientos del pueblo) – 2:35
6. La Partida – 3:15

## Musiker
- Cornelis Vreeswijk – sång
- Björn J:son Lindh – flöjt, piano, elpiano, klavinett
- Janne Schaffer – gitarr
- Lasse Englund – gitarr
- Mats Glenngård – fiol, elfiol
- Sture Nordin – kontrabas
- Stefan Brolund – bas ("Plogen")
- Okay Temiz – slagverk
- Hassan Bah – congas ("A Cuba")